# Łamliwość
Łamliwość – jeden z ważniejszych parametrów opisujących użytkowe własności włókien szklanych, a oznacza się ją jako stosunek najmniejszej średnicy pętli utworzonej z włókna do średnicy włókna. Łamliwość wzrasta ze zwiększeniem średnicy włókien i ze zwiększeniem zawartości alkaliów.